# Tapas (sanskrit)
Pour les articles homonymes, voir Tapas.
Tapas (devanāgarī : तपस्) est un terme sanskrit qui signifie « ascèse » ou « austérités ». Ce terme est utilisé dans l'hindouisme et le jaïnisme.

## Dans l'hindouisme
Selon Jan Gonda : « L' « ascèse », la brûlure intérieure créatrice (tapas), est à très haute époque l'une des méthodes habituelles des brahmanes pour s'élever au-dessus des conditions et capacités humaines normales et atteindre les buts poursuivis d'autre part par le rite. On espérait obtenir ainsi la révélation d'une sagesse secrète et le contact avec les dieux. »
Dans les Yoga Sūtra de Patañjali, tapas est l'une des cinq disciplines morales (niyama) constituant le deuxième membre (aṅga) du Yoga. Les tapas, dans la vie quotidienne du croyant, sont des exercices d'ascétisme tels le célibat, le jeûne ou le fait de garder le silence plusieurs jours.
Ce mot peut être entendu également comme observance régulière d'une sādhana, ensemble constituant une pratique spirituelle.
Selon Jean Herbert : « Par tapas, terme dont on a donné beaucoup de définitions différentes et souvent fantaisistes, les hindous entendent un effort intense et continu, combiné avec diverses austérités, et que l’on considère comme nécessaire pour atteindre le but qu’on s’est assigné. Littéralement, tapas signifie "chaleur", "brûler". C’est une sorte de pénitence destinée à échauffer la nature supérieure. Cela prend parfois la forme d’un vœu qui va du lever au coucher du soleil, tel que répéter le mot "Aum" toute la journée sans s’arrêter. Ces actions produisent une certaine puissance que l’on peut convertir en toute forme que l’on désire, spirituelle ou matérielle. Cette notion de tapas a imprégné toute la religion hindoue. Les hindous disent que même Dieu a fait tapas pour créer le monde. »
Le Mahābhārata développe une autre acception de tapas, en réaction à de probables excès de l'époque :  « Ce que les gens appellent tapas, comme de jeûner la moitié du mois, n'est en fait qu'un dommage infligé au corps [...]. Le détachement et l'humilité, voilà, enseigne-t-on, le suprême tapas. Celui qui possède ces deux vertus est comme en état de jeûne et de chasteté perpétuels ».

## Dans le jaïnisme
Un tapas ou tapasya est un exercice qui cherche à maîtriser les sens et les passions et aussi à brûler du karma pour s'approcher du moksha, la libération. Le jeûne ou la restriction partielle de nourriture, des méditations importantes sont des actes d'austérités qui apprennent à juguler le charnel et à illuminer l'âme. Cet exercice spirituel fait partie des Trois Joyaux et s'inscrit dans la conduite juste.